# 华丰镇 (华安县)
华丰镇，旧名华崶镇，是中华人民共和国福建省漳州市华安县下辖的一个乡镇级行政单位。

## 行政区划
华丰镇下辖以下地区：
大同社区、新村社区、靖河社区、平湖社区、银和村、绵良村、湖底村、岩坪村、华丰村、草坂村、下坂村、赤溪村、罗溪村、高石村、半岭亭村、下田村、良埔村、半山村、大燕村、上雪村和芹岭村。